# Bayingolin

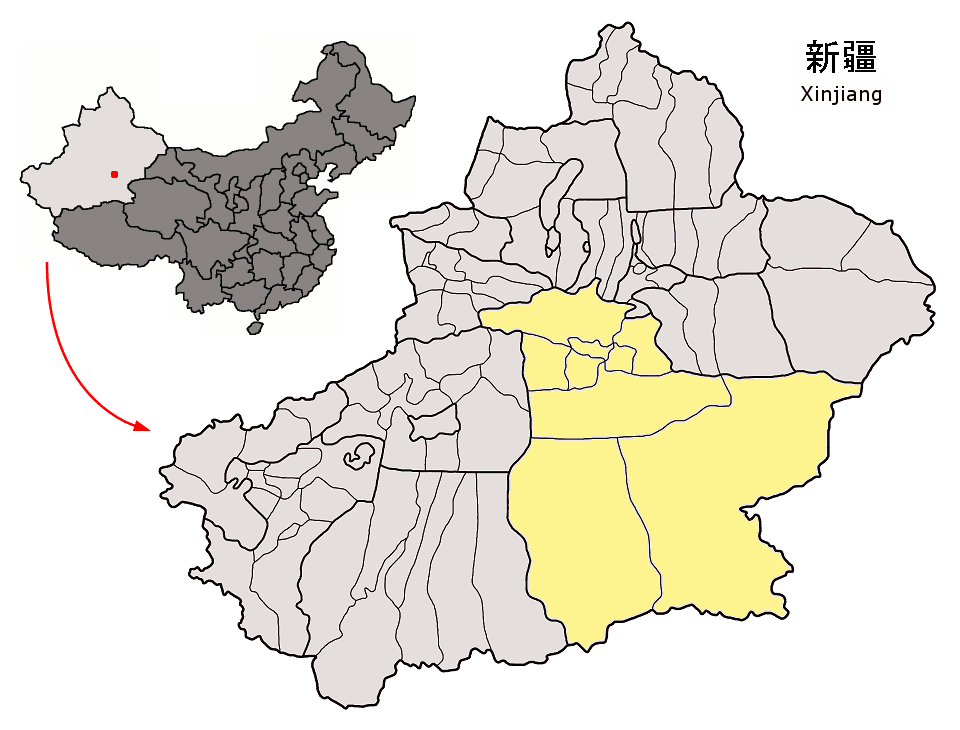
Vị trí của Bayingolin tại Tân Cương

Châu tự trị Mông Cổ Bayingolin (âm Hán Việt: Ba Âm Quách Lăng, (chữ Hán giản thể:巴音郭楞蒙古自治州, bính âm: Bāyīnguōlèng Měnggǔ Zìzhìzhōu, tiếng Mông Cổ dạng chữ Cyrill: Баянголын Монгол өөртөө засах тойрог, tiếng Uyghur:بايىنغولىن موڭغۇل ئاپتونوم ئوبلاستى, Bayingholin Mongghol Aptonom Oblasti, Bayinƣolin Mongƣol Aptonom Oblasti)) là một châu tự trị thuộc Khu tự trị dân tộc Duy Ngô Nhĩ Tân Cương, Cộng hòa Nhân dân Trung Hoa. Châu tự trị này có diện tích 462.700 ki-lô-mét vuông, dân số 1.056.970 người (điều tra dân số năm 2000).

## Cơ cấu dân số theo điều tra năm 2000
| Dân tộc       | Dân số  | Tỷ lệ |
| ------------- | ------- | ----- |
| Hán           | 607.774 | 57,5% |
| Uyghur        | 345.595 | 32,7% |
| người Hồi     | 52.252  | 4,94% |
| Người Mông Cổ | 43.544  | 4,12% |
| Khác          | 7.805   | 0,74% |

## Các đơn vị hành chính
Châu tự trị này bao gồm các đơn vị cấp huyện sau:
- Thành phố cấp huyện:
  - Korla (Khố Nhĩ Lặc, 库尔勒市)
- Huyện:
  - Hòa Tĩnh (和静县)
  - Úy Lê (尉犁县)
  - Hoxud (Hòa Thạc, 和硕县)
  - Thả Mạt (且末县), Bác Hồ (博湖县)
  - Luân Đài (轮台县), Nhược Khương (若羌县)
  - Huyện tự trị dân tộc Hồi Yên Kỳ (焉耆回族自治县)